# Poetae novelli
A Poetae novelli megnevezést a 2. század végén működő grammatikus, Terentianus Maurus használta A versmértékekről (De metris) című verses értekezésében az Annianus köré csoportosuló költőkre. A 4. századi Diomedes grammatikus neoterikusoknak tartja őket. A grammatikusok utalásaiból kitűnik, hogy e költők a verselés terén kívánták megújítani a latin költészetet, s ez sikerült is nekik. Annianus mellett név szerint még Aulus Septimius Serenust és Alfius Avitust szokás megemlíteni, de közéjük tartozhatott Marianus és Gelliusnak az a költőbarátja is, aki jambikus dimeterekben átköltötte a Platónnak tulajdonított csókepigrammát (19, 11). A poetae novelli esztétikai törekvéseinek nyomai felfedezhetőek abban az ismeretlen szerzőtől származó költeményben is, amely Pervigilium Veneris (Venus virrasztása) címen vált közismertté.